# Victor Mendy
Victor Mendy (ur. 22 grudnia 1981 w Dakarze) – senegalski piłkarz grający na pozycji napastnika.

## Statystyki ligowe
| Rozgrywki                 | Kraj        | Poziom | Kluby                  | Mecze | Gole |
| ------------------------- | ----------- | ------ | ---------------------- | ----- | ---- |
| Ligue 2                   | Francja     | II     | Clermont Foot, FC Metz | 91    | 22   |
| National                  | Francja     | III    | Paris FC               | 30    | 12   |
| Süper Lig                 | Turcja      | I      | Bucaspor               | 30    | 3    |
| Azərbaycan Premyer Liqası | Azerbejdżan | I      | FK Qəbələ              | 112   | 29   |
| Indian Super League       | Indie       | I      | NorthEast United FC    | 4     | 1    |